# Petriceanca, Adâncata
Petriceanca (în ucraineană Петричанка, transliterat: Petrîceanka, în rusă Петричанка, transliterat: Petriceanka și în germană Petriczanka) este un sat în raionul Adâncata din regiunea Cernăuți (Ucraina), depinzând administrativ de comuna Suceveni. Are 641 locuitori, preponderent ucraineni.
Satul este situat la o altitudine de 322 metri, în partea de centru a raionului Adâncata, pe malul râului Siret.

## Istorie
Localitatea Petriceanca a făcut parte încă de la înființare din regiunea istorică Bucovina a Principatului Moldovei. După anexarea Bucovinei de către Imperiul Habsburgic în anul 1775, localitatea Petriceanca a făcut parte din Ducatul Bucovinei, guvernat de către austrieci, făcând parte din districtul Siret (în germană Sereth).  
După Unirea Bucovinei cu România la 28 noiembrie 1918, satul Petriceanca a făcut parte din componența României, în Plasa Flondoreni a județului Storojineț. Pe atunci, majoritatea populației era formată din români. 
Ca urmare a Pactului Ribbentrop-Molotov (1939), Bucovina de Nord a fost anexată de către URSS la 28 iunie 1940, reintrând în componența României în perioada 1941-1944. Apoi, Bucovina de Nord a fost reocupată de către URSS în anul 1944 și integrată în componența RSS Ucrainene. 
Începând din anul 1991, satul Petriceanca face parte din raionul Adâncata al regiunii Cernăuți din cadrul Ucrainei independente. La recensământul din 1989, numărul locuitorilor care s-au declarat români plus moldoveni era de 287 (280+7), reprezentând 38,63% din populația localității . În prezent, satul are 641 locuitori, preponderent ucraineni.

## Demografie
Componența lingvistică a localității Petriceanca
     Ucraineană (88,46%)
     Română (9,05%)
     Rusă (2,03%)
     Alte limbi (0,32%)
Conform recensământului din 2001, majoritatea populației localității Petriceanca era vorbitoare de ucraineană (88,46%), existând în minoritate și vorbitori de română (9,05%) și rusă (2,03%).
1989: 743 (recensământ)
2007: 641 (estimare)